# Tmesisternus viridis
Tmesisternus viridis là một loài bọ cánh cứng trong họ Cerambycidae.